# 青3号

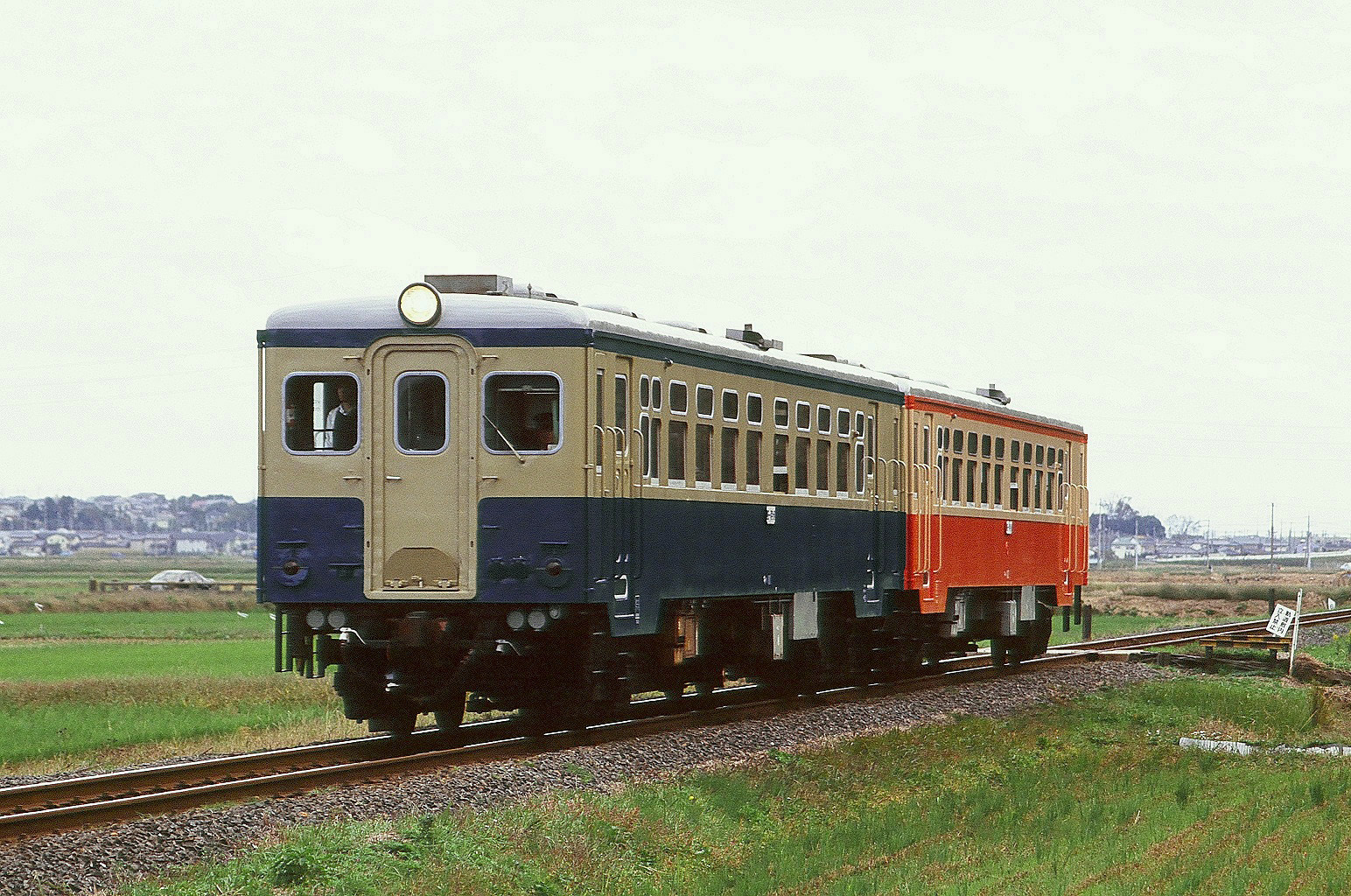
青3号を幕板と腰板に配した旧国鉄気動車色（先頭車）

青3号（あお3ごう）は、日本国有鉄道（国鉄）が定めた色名称の1つである。

## 概要
「群青色」「藍青色」とも呼ばれる。電車に塗装された「スカ色」の青2号と比較すると、本色はやや暗い色合いである。
1935年に製造された国鉄キハ42000形気動車で初めて採用され、戦後になって色名称が制定された。
本色と黄かっ色2号の組み合わせは、戦前唯一の軽快色ともいわれており、戦後に製造された気動車にも使用されたが、やがてクリーム4号と朱色4号の組み合わせが新しい標準色とされると、全ての車両の塗装が変更されることになり、いったん本色の使用例は消滅した。
しかし、1995年に茨城交通（現:ひたちなか海浜鉄道）に譲渡されていたキハ11形気動車の1両がこの標準色に変更されて話題を集める事となった。JRでは2006年11月に、大糸線で使用されていたキハ52形気動車が、本色と黄かっ色2号の組み合わせを復刻したカラーリングに変更され、同年12月2日から2010年8月まで運行されていた。

## 使用車両
- 戦前製国鉄気動車各形式
- 国鉄キハ44000形・キハ44100形・キハ44200形気動車
- 国鉄キハ10系気動車
- 国鉄キハ20系気動車

## 近似色
- 青2号
- 群青色
- 藍色